# جیمز بلاگیزی
جیمز بلاگیزی (انگلیسی: James Balagizi؛ زادهٔ ۲۰ سپتامبر ۲۰۰۳) بازیکن فوتبال است.

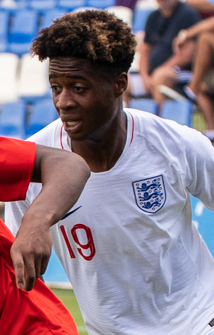
تصویری از جیمز بلاگیزی در بازی "انگلیس-اسپانیا"

وی همچنین در تیم‌های ملی فوتبال England national under-16 football team، زیر ۱۷ سال انگلستان، زیر ۱۸ سال انگلستان، و زیر ۱۹ سال انگلستان بازی کرده‌است.